# Sivatagi madarak
A Sivatagi madarak (eredeti cím: The Yellow Birds) 2017-ben bemutatott amerikai háborús film, melyet Kevin Powers azonos című regénye alapján Alexandre Moors rendezett. A főbb szerepekben Tye Sheridan, Alden Ehrenreich, Toni Collette, Jason Patric, Jack Huston és Jennifer Aniston látható.
A film forgatása 2015 októberében kezdődött Marokkóban, és 2016. január 29-én fejeződött be.
Világpremierjére a Sundance Filmfesztiválon került sor 2018. január 21-én. Az Amerikai Egyesült Államokban 2018. június 15-én mutatták be, Magyarországon DVD-n jelent meg. 

## Szereplők
| Szerep                                       | Színész               | Magyar hang         |
| -------------------------------------------- | --------------------- | ------------------- |
| John Bartle, Amy fia                         | Alden Ehrenreich      | Makrai Gábor        |
| Yasquez                                      | Daniel Jose Molina    | Penke Bence         |
| Whitaker                                     | Mikey Collins         | Timon Barna         |
| Daniel Murphy, Maureen és Jim fia            | Tye Sheridan          | Baráth István       |
| Jenny Smith orvos, Murphy szerelme           | Carrie Wampler        | Kardos Eszter       |
| Lenny Crockett                               | Carter Redwood        | Farkas Dénes        |
| Sterling őrmester                            | Jack Huston           | Szabó Máté          |
| Tess                                         | Olivia Crocicchia     | Ligeti Kovács Judit |
| Amy Bartle, John anyja                       | Toni Collette         | Tallós Rita         |
| Seth Barlow hadnagy                          | Gershwyn Eustache Jnr | Szatory Dávid       |
| Jim Murphy, Daniel apja és Maureen férje     | Lee Tergesen          | Simon Kornél        |
| Ezredes                                      | Ray Fearon            |                     |
| Újságíró                                     | Tom Bates             |                     |
| Claire                                       | Renée Willett         |                     |
| Maureen Murphy, Daniel anyja és Jim felesége | Jennifer Aniston      | Kökényessy Ági      |
| Anderson kapitány                            | Jason Patric          | Tarján Péter        |